# Curt Lowens
Curt Lowens (nascido Curt Löwenstein; 17 de novembro de 1925 – 8 de maio de 2017) foi um ator alemão de teatro e de longas-metragens e televisão, bem como um sobrevivente do Holocausto e um salvador que salvou cerca de 150 crianças judias durante o Holocausto.

## Vida e carreira
Nascido Curt Löwenstein na cidade de Allenstein, na Prússia Oriental (hoje Olsztyn, Polônia), seu pai era um advogado respeitado e sua mãe era ativa em várias organizações comunitárias judaicas locais. A carreira de seu pai declinou devido à perda de clientes após a tomada da Alemanha pelos nazistas, então a família mudou-se para Berlim na esperança de que a grande comunidade judaica da cidade pudesse fornecer mais proteção. O jovem Curt continuou a receber educação e a se preparar para seu Bar Mitzvá sob a orientação do Rabino Manfred Swarsensky da Sinagoga Fasanenstrasse. Após a violência da Kristallnacht (também conhecida como Pogrom de Novembro) em novembro de 1938, os nazistas fecharam sua escola. No início de 1939, Lowens recebeu seu Bar Mitzvá no auditório de uma escola com outros 34 jovens.
O irmão mais velho de Lowens, Heinz, emigrou com sucesso para a Grã-Bretanha alguns meses antes do início da Segunda Guerra Mundial. Curt e seus pais planejaram emigrar para os Estados Unidos através da Holanda neutra no início de 1940. Enquanto esperavam para partir de Rotterdam, entretanto, os alemães invadiram a Holanda no dia previsto para sua partida. Durante os primeiros dois anos da ocupação alemã, o pai de Curt trabalhou como escritório para o Conselho Judaico em Amsterdã, o que inicialmente salvou a família da deportação para Auschwitz. Mesmo assim, Curt e sua mãe foram presos inesperadamente e deportados para Westerbork em junho de 1943, mas foram libertados pelas conexões de seu pai.
Posteriormente, a família passou a se esconder, cada um separadamente, uma vez que os indivíduos eram mais facilmente colocados nas casas dos socorristas. Curt assumiu a falsa identidade de "Ben Joosten". Ele conseguiu visitar a mãe quando ela, também com nome falso, foi tratada em um hospital administrado por freiras católicas; ela morreu em janeiro de 1944. Curt, entretanto, tornou-se ativo em uma rede de equipes de resgate holandesas, incluindo Hanna Van de Voort e Nico Dohmen, ajudando crianças judias escondidas. No final da guerra, cerca de 150 crianças judias foram resgatadas apenas por este grupo. Curt Lowens também ajudou dois aviadores do Corpo Aéreo do Exército Americano abatidos, pelos quais mais tarde recebeu uma comenda do General Dwight D. Eisenhower. Após a libertação, ele se juntou ao Oitavo Corpo Britânico como intérprete, ajudando os britânicos na prisão domiciliar dos líderes nazistas restantes em Flensburg, Alemanha, em meados de maio de 1945.
Em 1947, Curt, seu pai e sua madrasta emigraram para os Estados Unidos. Sob o nome de Curt Lowens, ele treinou para se tornar ator, estudando no Herbert Berghof Studio, em Nova Iorque. Ele apareceu em mais de 100 filmes e programas de TV desde 1960. Lowens morreu em 8 de maio de 2017, aos 91 anos, em Beverly Hills.

## Filmografia selecionada
- 1960 La ciociara
- 1961 Francis of Assisi como Frade (sem créditos)
- 1961 Lycanthropus como Diretor Swift
- 1961 Barabba como Discípulo (sem créditos)
- 1962 The Reluctant Saint
- 1962 Le quattro giornate di Napoli como Sakau (sem créditos)
- 1962 Venere Imperiale
- 1963 Il processo di Verona como Capitão alemão
- 1966 Combat! (Episódio: "Ask Me No Questions") como Capitão Haus
- 1966 Blue Light (Episódio: "Invasion by the Stars") como Coronel Dietrich
- 1966 Torn Curtain como Oficial da VOPO no Roadblock (sem créditos)
- 1967 Hogan's Heroes (Episódio: "Hogan and the Lady Doctor") como Capitão da Gestapo
- 1967 Tobruk como Coronel alemão
- 1968 Counterpoint como Capitão Klingerman
- 1968 Garrison's Gorillas (série de TV) como Major Sturm / Coronel Krueger / Coronel Broiler
- 1969 The Secret of Santa Vittoria como Coronel Scheer
- 1971 The Mephisto Waltz como Chefe da Agência
- 1973 Trader Horn como Schmidt
- 1974 M*A*S*H (série de TV) como Oficial militar luxemburguês Coronel Blanche
- 1975 The Hindenburg como Elevador Homem Felber
- 1976 The Swiss Conspiracy como Korsak
- 1977 The Other Side of Midnight como Henri Correger
- 1979 Missile X – Geheimauftrag Neutronenbombe como Cientista russo
- 1979 Battlestar Galactica (série de TV) "Greetings from Earth" episódios 19/20
- 1980 The Secret War of Jackie's Girls (Telefilme) como Dr. Kruger
- 1982 Firefox como Dr. Schuller
- 1982 The Entity como Dr. Wilkes
- 1983 To Be or Not To Be como Oficial de aeroporto
- 1983-1987 The A-Team (TV Series) como Oficial da Embaixada Soviética
- 1985 Knight Rider como Dr. Von Boorman
- 1988 Private War como Paul Devries
- 1989 Night Children
- 1991 Paid To Kill como Spinosa
- 1992 A Midnight Clear como Soldado alemão mais velho
- 1993 Mandroid como Drago
- 1993 Necronomicon como Sr. Hawkins (parte 2)
- 1993 Invisible: The Chronicles of Benjamin Knight como Drago
- 1994 Babylon 5 (série de TV) como Varn
- 1995 Aurora: Operation Intercept como Dr. Zaborszin
- 1997 The Emissary: A Biblical Epic como Judas
- 1997 A River Made to Drown In como o senhorio
- 2005 The Cutter como Coronel Speerman
- 2006 Ray of Sunshine como o Conde
- 2007 Hellsing Ultimate como Van Hellsing (versão em inglês, voz)
- 2008 Miracle at St. Anna como Dr. Everton Brooks
- 2009 Angels & Demons como Cardeal Ebner
- 2011 Supah Ninjas como Mechanov
- 2012 She Wants Me como vovô Arnie